# Friedrich Raßmann
Christian Friedrich Raßmann (* 3. Mai 1772 in Wernigerode; † 9. April 1831 in Münster) war ein deutscher Schriftsteller, Redakteur und Herausgeber von Zeitungen, Anthologist, Enzyklopädist und Bibliograph.

## Leben
Friedrich Raßmann war der Sohn des gräflich-stolbergischen Bibliothekars Heinrich Ernst Raßmann. Nach dem Besuch des Lyceums in Wernigerode und der Martinischule in Halberstadt studierte er von 1791 bis 1794 Theologie an der Universität Halle und war danach bis 1797 als Lehrer in Halberstadt tätig, wo Graf Christian Friedrich zu Stolberg-Wernigerode damals als Domdechant wirkte. Aus dieser Zeit stammen seine Kontakte zum Dichter Johann Wilhelm Ludwig Gleim.
Raßmann war 1803 und 1804 als Redakteur der wöchentlichen Neuen Anzeigen vom Nützlichen, Angenehmen und Schönen und der Allgemeinen Anzeigen der Merkwürdigkeiten in Halberstadt tätig, bevor er auf Vorschlag von Johann Gottlieb Karl Spazier in das westfälische Münster zog, wo er Redakteur des von Friedrich Theodor Schmölder herausgegebenen Merkur wurde. Doch schon 1806 wurde der Merkur wieder eingestellt. Fortan war er als freier Schriftsteller tätig. Zwei Zeitungsprojekten (Eos, Zeitschrift für Gebildete, Münster 1810, und Thusnelda. Unterhaltungsblatt für Deutsche, Coesfeld 1816, fortgesetzt als Thusnelda. Eine Zeitschrift für Deutsche, Wesel 1817) war kein Erfolg beschieden.
1820 erhielt er eine feste Anstellung als Zensor der Münsterischen Leihbibliotheken, die er bis zum Tode ausübte. 1825 konvertierte er zum katholischen Glauben. Mit mehreren befreundeten Schriftstellern stand er in lebhaftem Briefverkehr, u. a. mit Graf Otto von Loeben, Anton Matthias Sprickmann, Friedrich de La Motte-Fouqué und Louise Brachmann.

## Schriften (Auswahl)

### Literarische Werke
- Kalliope. Eine Sammlung lyrischer und epigrammatischer Gedichte. Waldeck, Münster 1806. (Digitalisat)
- Sommerfrüchte. Münster 1811. (Digitalisat)
- Paul Gerhard. Eine dramatische Poesie. Bädeker & Kürzel, Duisburg/Essen 1812. (Digitalisat)
- Auserlesene poetische Schriften. Engelmann, Heidelberg 1816.
- Poetisches Lustwäldchen. Spitz, Köln 1820. (Digitalisat)
- Poetische Schriften. Leipzig 1821.
- Denkmäler deutscher Dichterinnen. In: Friedrich de La Motte-Fouqué (Hg.): Frauentaschenbuch für das Jahr 1821. Nürnberg 1821, S. 244–248.
- Astern. Literatur-Comp., Altenburg 1824.